# Akcja bezpośrednia (wojskowość)
Akcja bezpośrednia (akcje bezpośrednie, ang. direct action) – krótkotrwałe, gwałtowne, działania bojowe, na małą skalę lecz o zakładanym dużym oddziaływaniu. Prowadzone w środowisku wrogim, opuszczonym lub wrażliwym ze względów politycznych. Do realizacji wymagają zaangażowania specjalizowanych sił i środków, a planowanie i ich realizacja wymaga niejawności, zdezinformowania i zaskoczenia przeciwnika. Akcje bezpośrednie służą do zdobycia, rozpoznania, przechwycenia, zniszczenia wskazanych celów o dużym znaczeniu.
Element operacji specjalnej, prowadzonej najczęściej przez siły specjalne, siły nieregularne, partyzantkę.